# Marktheidenfeld

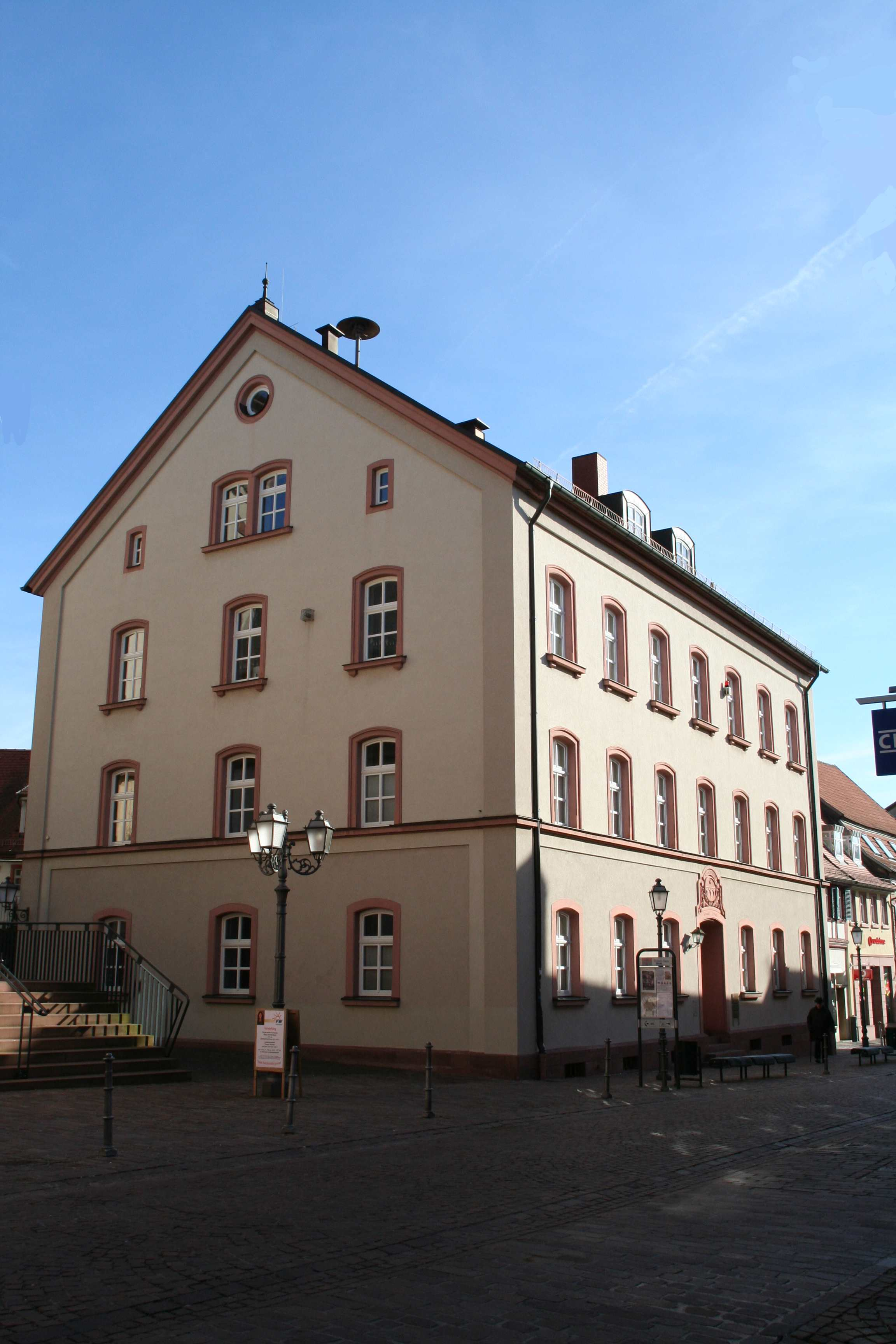
Marktheidenfeld
(Primăria)

Marktheidenfeld este un oraș din Franconia Inferioară, landul Bavaria, Germania.